# Diemienszczina
Diemienszczina (ros. Деменщина) – wieś (ros. деревня, trb. dieriewnia) w zachodniej Rosji, w osiedlu wiejskim Michnowskoje rejonu smoleńskiego w obwodzie smoleńskim.

## Geografia
Miejscowość położona jest przy drodze federalnej R120 (Orzeł – Briańsk – Smoleńsk – Witebsk), 15 km od drogi magistralnej M1 «Białoruś», 2,5 km od centrum administracyjnego osiedla wiejskiego (Michnowka), 7,5 km od Smoleńska, 6,5 km od najbliższego przystanku kolejowego (Dacznaja I).
W granicach miejscowości znajdują się ulice: Miecztatielej, Polewaja, Polewoj pierieułok, Sadowaja, Sołniecznaja, Swietłaja, 1-yj Swietłyj pierieułok, 2-oj Swietłyj pierieułok, Wostocznaja.

## Demografia
W 2010 r. miejscowość zamieszkiwało 37 osób.